# Little Busters!
Little Busters! (jap. リトルバスターズ! Ritoru Basutāzu!) – japońska powieść wizualna stworzona przez studio Key. Wydana została 27 lipca 2007 roku na platformę Microsoft Windows bez ograniczeń wiekowych. Jej rozszerzona wersja z treściami dla dorosłych i dodatkowymi scenariuszami, Little Busters! Ecstasy, została wydana 25 lipca 2008 roku, a następnie, po ocenzurowaniu, przeportowana na konsole PlayStation 2, PlayStation Portable, PlayStation Vita i PlayStation 3. Jej angielskie tłumaczenie ukazało się na platformie Steam 1 listopada 2017 roku. Gra przedstawia historię Rikiego Naoe, ucznia szkoły średniej, który od dzieciństwa należał do grupy przyjaciół o nazwie Little Busters. Starając się utworzyć drużynę baseballową, Riki zaprasza do grupy różne dziewczyny ze swojej szkoły i poznaje ich historie.
Grę zaprojektował Jun Maeda, który jest również jednym z autorów scenariusza i kompozytorów ścieżki dźwiękowej. Nad scenariuszem pracowali także Yūto Tonokawa, Leo Kashida i Chika Shirokiri. Dyrektorami artystycznymi i projektantami postaci zostali wspólnie Itaru Hinoue i Na-Ga. Oprócz Maedy muzykę do gry skomponowali główni kompozytorzy studia Key – Shinji Orito i Magome Togoshi, a także Manack i członkowie PMMK.
Rozgrywka w Little Busters! opiera się na nieliniowej fabule, oferując przygotowane scenariusze, w których postać gracza nawiązuje bliższe znajomości z sześcioma głównymi bohaterkami (dziewięcioma w Ecstasy). W grze znajdują się też dodatkowe minigry, takie jak sekwencje walk w formie bijatyk czy trening baseballu, które umożliwiają zdobycie przedmiotów do wykorzystania w trakcie walk, zwiększają doświadczenie bohaterów i poprawiają ich statystyki. Zarówno Little Busters!, jak i Ecstasy po premierze były najlepiej sprzedającymi się grami komputerowymi w Japonii, osiągając sprzedaż ponad 100 000 egzemplarzy. W czerwcu 2010 Key wydał spin-off pod tytułem Kud Wafter, który rozszerza scenariusz Kudriavki Noumi, jednej z bohaterek gry.
Powstało 14 mang opartych na Little Busters! i Ecstasy. Ukazały się również antologie, light novel, artbooki oraz kilka albumów muzycznych. Nadawano dwie audycje w radiu internetowym, prowadzone przez aktorów głosowych rodzeństwa Rin i Kyousukego Natsume oraz Kudriavki Noumi. W latach 2012–2014 studio J.C.Staff wyprodukowało dwa telewizyjne seriale anime oraz serię original video animation, będące adaptacją gry. W 2017 roku firma VisualArt’s zebrała w ramach crowdfundingu ponad 78 mln jenów na produkcję kinowej adaptacji anime spin-offu Kud Wafter, której premiera zaplanowana jest na jesień 2019 roku.